# Электропаровоз

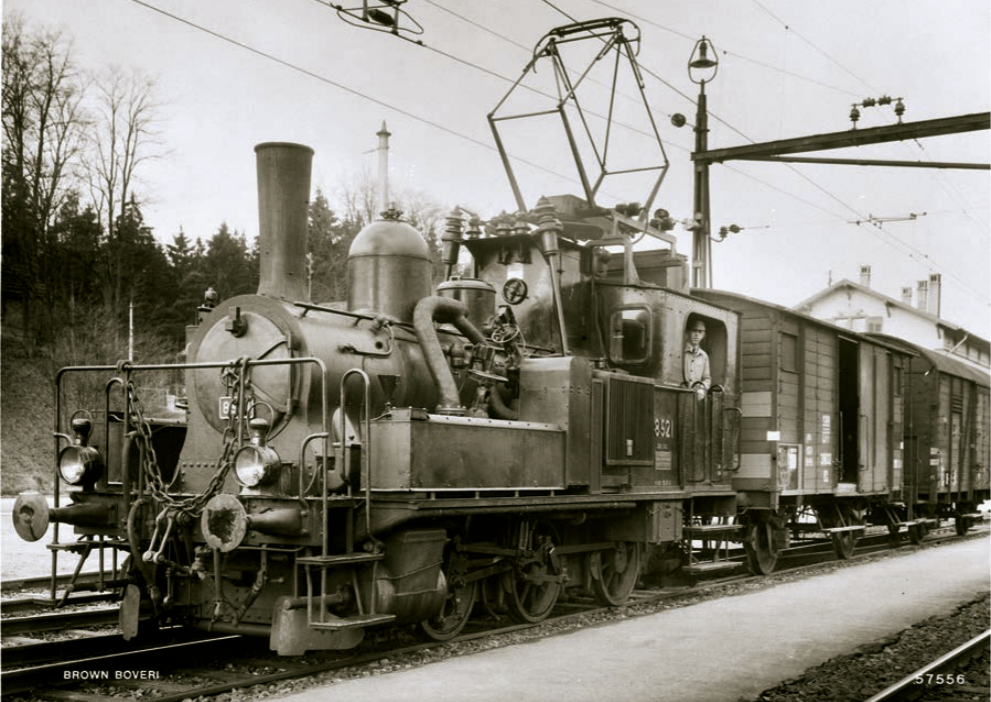
Паровоз E(e) 3/3 8521 с электрическим отоплением котла в Золликофене. На кабине машиниста установлен пантограф.

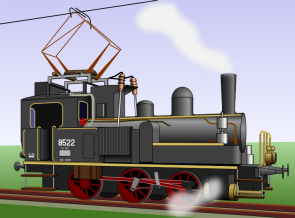
Рисунок электропаровоза SBB E 3/3

Электропаровоз — паровоз, модифицированный для нагрева воды и получения пара от контактной электросети с использованием ТЭНов. Применялся в период Второй мировой войны в Швейцарии.
Необходимость использования такой конструкции была вызвана тем, что, в связи с войной, доступ к каменному углю в Швейцарии был весьма ограничен. С другой стороны, развитая сеть электрифицированных железных дорог и достаточно большое количество электроэнергии, вырабатываемой гидроэлектростанциями, создали условия для того, чтобы перевести имеющиеся паровозы на электричество.

## Технические характеристики
Швейцарские трёхосные электропаровозы имели следующие технические характеристики:
- напряжение в контактной сети — 15 кВ
- переменный ток, частота — 16,66 Гц
- суммарная потребляемая мощность генерировавших тепло трубчатых электронагревателей — 480 кВт